# Djuptobis
Djuptobis (Ammodytes dubius) är en fiskart som beskrevs av Reinhardt, 1837. Djuptobis ingår i släktet Ammodytes och familjen tobisfiskar. Inga underarter finns listade i Catalogue of Life.